# إيفيكا أوبرفان
إيفيكا أوبرفان (بالمقدونية: Ивица Обрван) مواليد 2 يونيو 1966 في جمهورية يوغوسلافيا الاشتراكية الاتحادية، هو لاعب كرة يد كرواتي معتزل تحول إلى التدريب بعد الاعتزال. يدرب حاليا نادي شامبيري سافوا لكرة اليد. مثل منتخب كرواتيا لكرة اليد. حقق المركز الأول في ألعاب البحر الأبيض المتوسط 1993.

## سجل المنافسة
شارك في البطولات التالية:
- بطولة العالم لكرة اليد للرجال 2015
- بطولة أوروبا لكرة اليد للرجال 2014
- بطولة أوروبا لكرة اليد للرجال 2016

## الإنجازات
كلاعب
- فاز بالدوري الكرواتي لكرة اليد
- فاز ببطولة يوغوسلافيا لكرة اليد
- الكأس الأوروبية
  - الفوز (2): 1991–92، الكأس الأوروبية (كرة يد) 1992–93
- دوري أبطال أوروبا لكرة اليد
  - النهائي (1): 1994–95
- كأس أوروبا لكرة اليد
  - الفوز (1): كأس أوروبا لكرة اليد
  - الوصافة (1): كأس أوروبا لكرة اليد

كمدرب
- الدوري الكرواتي لكرة اليد
  - الفوز (3)
  - الوصافة (4)
- الدوري السلوفيني لكرة اليد
  - الفوز (1)
- كأس أوروبا لكرة اليد
  - الوصافة (1): 2008–09
- دوري الجنوب الشرقي لكرة اليد
  - الثالث (1): 2011–12

## روابط خارجية
- إيفيكا أوبرفان على موقع الاتحاد الأوروبي لكرة اليد (الإنجليزية)